# 戴维斯-蒙森空军基地
戴维斯-蒙森空军基地（英語：Davis–Monthan Air Force Base）在美國亚利桑那州图森附近，為纪念第一次世界大战飞行员副手，图森本地人塞缪尔·H.·戴维斯和奥斯卡·蒙森而命名。
此基地主要是空軍空战司令部设施和第355战斗机联队（355FW）的母機場。该基地同时也是第十二航空軍指揮部。基地駐有第563救援大隊（563 RQG），第943救援大隊（943 RQG），第55電子作戰大隊（55 ECG）和空軍裝備司令部的第309航空維護與重建大隊（以前称为the Aerospace Maintenance and Regeneration Center，簡稱AMARC）。

## 任務
戴维斯-蒙森空军基地的主要作战任务是培训A-10型及OA-10型飛機的飞行员，并提供了A-10型及OA-10型近距离空中支援和空中管制，支持和促進空中控制地面部隊。此外，歸屬 AMARG（美國第309航空維護與重建大隊）设施的职责，长期作为美国国防部，美国海岸警卫队，美国太空總署和美国政府其他飞机的储存和回收设施。
這個基地約有7,000名军人和1,600名文职雇员，花費1.99億美元，估计每年7.5亿美元。

### 飛機墓地

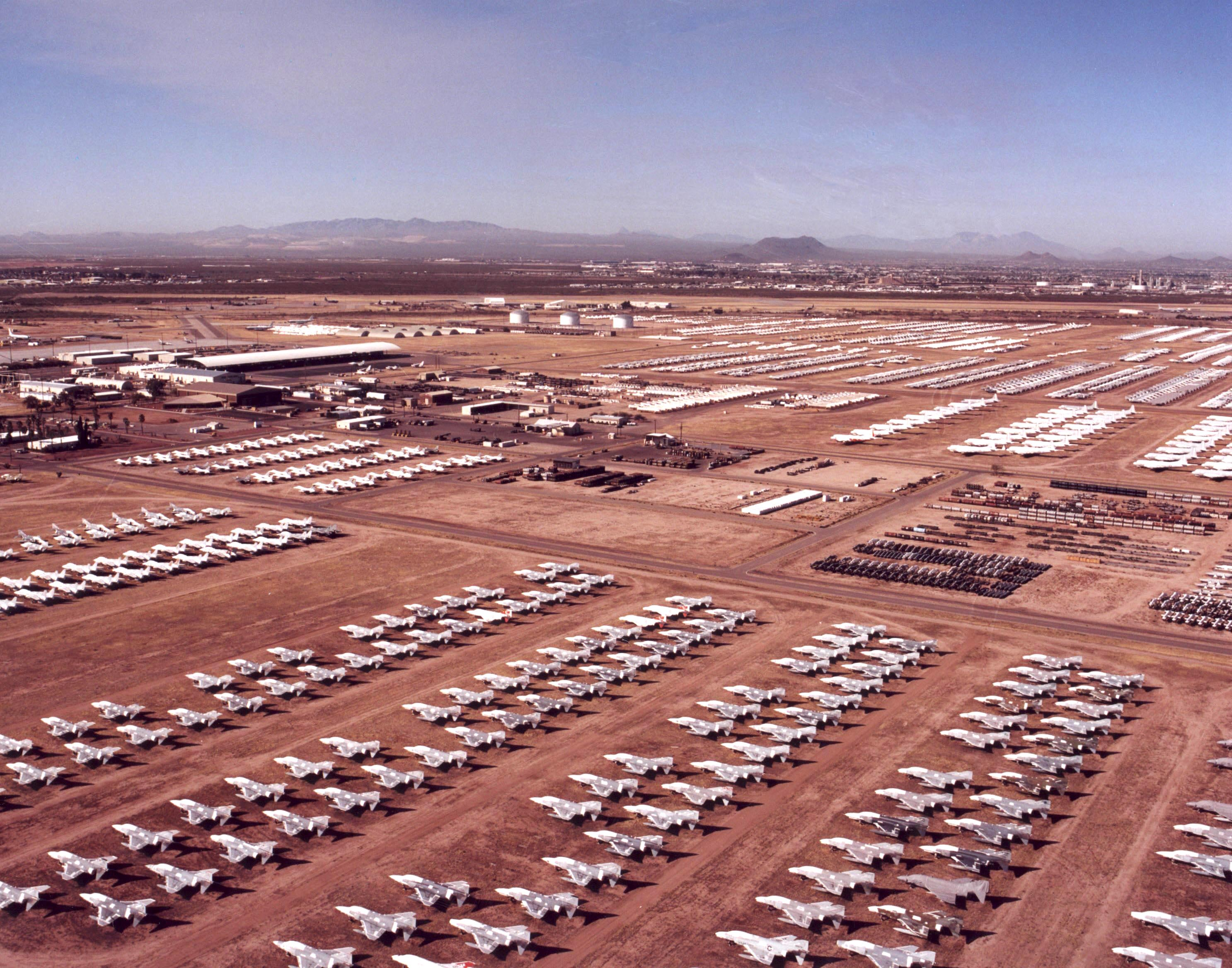
基地內的「飛機墓」

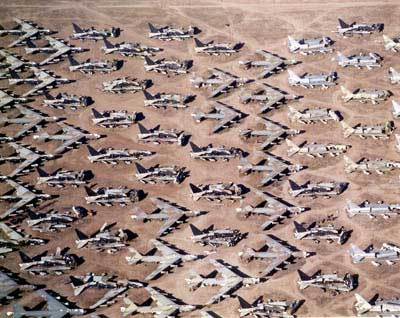
退役的B-52轟炸機

該空軍基地目前為世界最大的舊軍用飛機存放地（也稱“飛機墓”）。場地面積約10.5平方公里，相當於1,430個足球場大小。該地由於海拔較高、土地貧瘠、氣候乾燥，而使飛機露天安置不會過早銹蝕的緣故，被美軍選為唯一一處退役飛機的安置場所。 這個場所綽號“骨院”，自60多年前落戶于此空軍基地後，不斷有退役飛機“安息”在這片土地上。停放於此的飛機部份是臨時存放，但約 80% 的飛機將在此地「長眠」。
2010年2月，Google Earth曝光了位於此地的高解析度衛星照片，向世人清晰地展現了這一壯觀景象。根據顯示，B-52轟炸機、B-1轟炸機、F-14雄貓式艦載戰鬥機、F-16戰鬥機、A-10攻擊機等都存放於此。
據英國媒體2010年2月23日報道，如今此處存放超過6,000架退役飛機，幾乎包攬了第二次世界大戰後美軍所有軍用飛機機型，這些在當時屬於最先進的空中武器，所有飛機總價值約共350億美元，構成這一世界最昂貴的“墓地”。這裡的飛機為美國政府和軍方所有，部分屬於不同的航空博物館，或美國空軍國家博物館，或美國海軍博物館。
戴维斯-蒙森空军基地同時也是美國309號航空維護和更新團所在地，負責維護和保養退役飛機，使一些狀態較好的飛機維修改裝後能夠重新服役。作為一個廢物迴圈利用中心，一些未老化的零部件可被飛機維修人員更換至現役飛機上重新利用，以節約維護成本（單是2005年，超過1.9萬件零部件被重新利用，節約成本5.68億美元。也有部份飛機被真空包裝封存以更好的保存、或重新利用、或易手他國，在過去25年，該地中超過20%的飛機經過維修后重返藍天。

## 其他
- 荷里活電影《變形金剛2：墮落者的復仇》曾取景於此。